# Toyota TF106
Chronologie des modèles (2006)
Toyota TF105 Toyota TF107
La Toyota TF106 est une monoplace de Formule 1 de l'écurie Toyota F1 Team, engagée au cours de la saison 2006 de Formule 1. Elle est pilotée par l'Allemand Ralf Schumacher et l'Italien Jarno Trulli. Les pilotes d'essais sont le Brésilien Ricardo Zonta, le Français Olivier Panis et l'Espagnol Andy Soucek.

## Historique

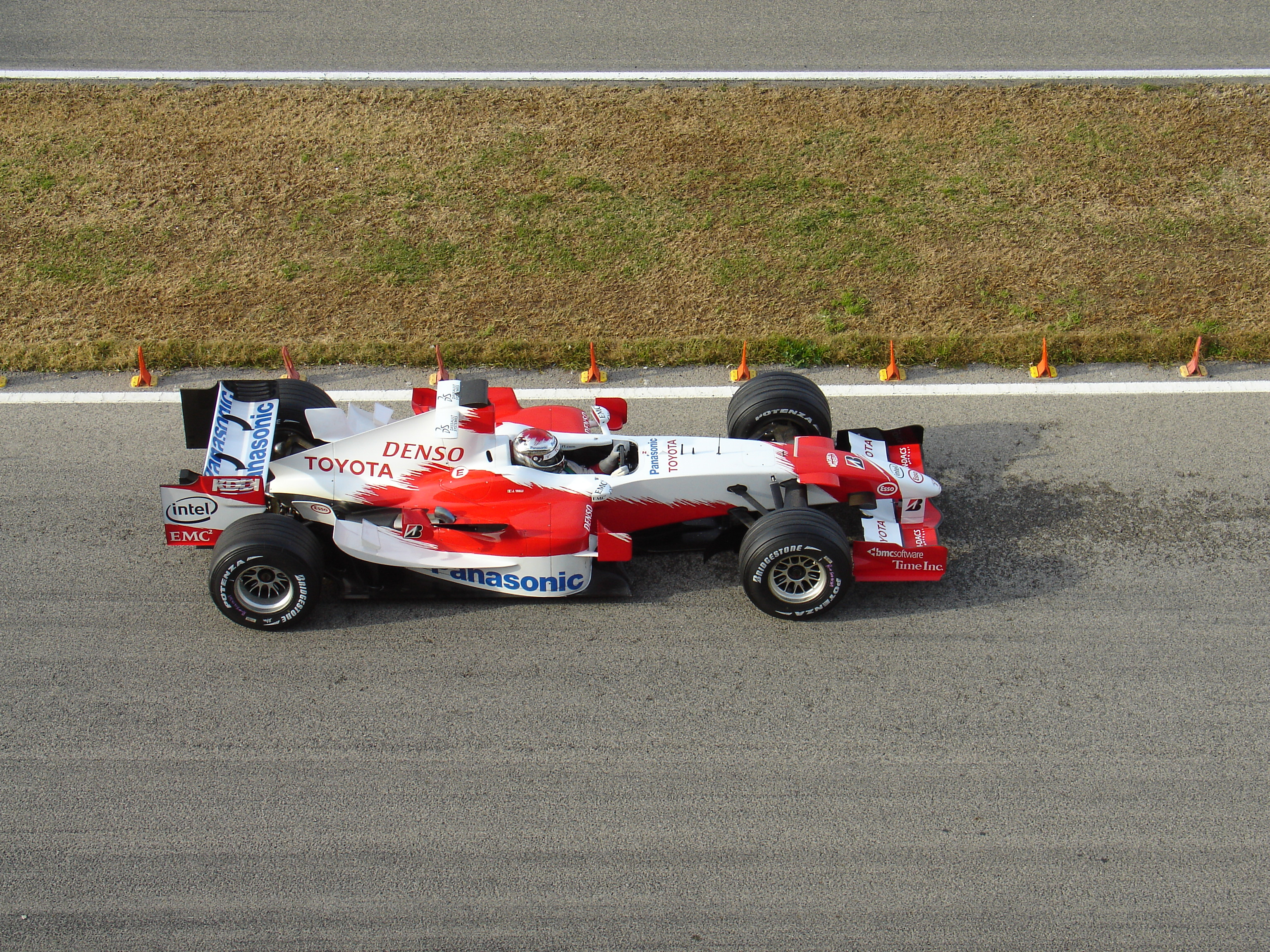
Jarno Trulli en essais hivernaux au volant de la Toyota TF106

Dans une Formule 1 qui tourne de plus en plus à l'affrontement entre grands constructeurs, le deuxième fabricant mondial ne peut se permettre de jouer les seconds rôles dans la compétition la plus prestigieuse du sport automobile. Après une bonne saison 2005 et malgré les changements de réglementation nombreux, son passage dans le clan Bridgestone, les membres de l'écurie de Cologne sont très optimistes. 
La TF106 est la première monoplace cru 2006 à être présentée et les premiers essais hivernaux sont très décevants. En effet la création de Mike Gascoyne, transfuge de Renault en 2003, peine à suivre le rythme des meilleures monoplaces de l'inter-saison que sont la Renault R26, la Honda RA106, la McLaren MP4-21 et la Ferrari 248 F1.
Le premier Grand Prix, à Bahreïn, ne fait que renforcer ces craintes : totalement hors du coup, les Toyota ne peuvent se targuer que d'une fiabilité exemplaire. En Malaisie les choses vont mieux puisque Ralf Schumacher inscrit le premier point de l'équipe. En Australie, deux semaines plus tard, qualifié sixième, il termine troisième derrière Fernando Alonso et Kimi Räikkönen. Ce résultat reste modéré par le caractère chaotique du rendez-vous des antipodes : dix abandons et quatre sorties de la voiture de sécurité. Jarno Trulli, brillant un an auparavant, semble en difficulté, systématiquement dominé par son équipier, accablé de problèmes mécaniques et impliqué dans un accrochage avec la Red Bull RB2 de David Coulthard en Australie dans le premier tour.
Deux semaines avant le retour en Europe, un coup de théâtre secoue la structure de Cologne : Mike Gascoyne quitte l'équipe à la suite d'un remaniement interne qui, paradoxalement, provoque un regain de performance. À Imola, Ralf Schumacher est sixième sur la grille, neuvième en course et Jarno Trulli neuvième en qualifications, abandonne au cinquième tour sur un problème de direction.
À domicile, pour le Grand Prix d'Europe disputé sur le Nürburgring, les membres de l'équipe basée à Cologne ne réalisent pas une course brillante, Trulli prenant le meilleur sur Schumacher après avoir pris le mulet, dont l'entretoise différait de celle de la voiture de course : peut-être une solution aux contre-performances de l'Italien depuis le début de la saison. Septième et dixième sur la grille, les TF106 ne brillent pas en course, Trulli échouant à la porte des points quand son équipier abandonne. Ce syndrome se répète en Espagne puisque bien que s'élançant des sixième et septième places sur la grille, les monoplaces japonaises ne ramènent aucun point : Ralf Schumacher, plus rapide en début de course que son équipier, le harponne et abandonne peu après. Alors que Ferrari et Renault se détachent au sommet de la discipline, Toyota semble loin de ses ambitions.
À Monaco, l'introduction de la TF106B semble avoir des effets positifs : Trulli est sur le podium à six tours de la fin quand son hydraulique le lâche. Ralf Schumacher sauve un point mais l'écurie japonaise est rejointe par Red Bull Racing au championnat. En Angleterre, les problèmes continuent d'accabler l'écurie et ses pilotes : qualifié en dernière position après un problème technique qui l'a empêché de boucler le moindre tour, Trulli voit sa course ruinée dès le samedi et Ralf Schumacher, septième sur la grille, est projeté par Scott Speed dans la Williams FW28 de Mark Webber dès le premier tour.
Au Canada, Trulli se classe quatrième sur la grille, premier du clan Bridgestone puis occupe la troisième place pendant une partie de la course avant de chuter à la sixième place, empochant ses premiers points de la saison. Son coéquipier semble avoir hérité de la poisse qui collait à l'Italien, puisque ce week-end fut noir pour celui qui s'imposa en 2001 sur le circuit Gilles-Villeneuve : problèmes de grip dus à un choix de gommes entraînant une dizaine de sorties de piste, implication dans l'abandon de Villeneuve et finalement abandon au cinquante-huitième tour.
Une semaine plus tard, à Indianapolis, Bridgestone domine très largement son homologue français, tout comme les équipes sous contrat avec le nippon : les Ferrari dominent tout le weekend et les Toyota TF106 se montrent très à leur avantage : parti dernier à la suite de la rupture d'un amortisseur, Trulli part pour un seul arrêt et termine quatrième au terme d'une course splendide durant laquelle il devance son équipier parti huitième et qui abandonne alors qu'il était cinquième. Toyota n'est plus qu'à trois points de BMW Sauber et remonte au classement. En France, Ralf Schumacher termine quatrième et était devancé par son équipier jusqu'à l'abandon de celui-ci. En Allemagne, Trulli empoche deux points supplémentaires alors qu'il partait vingtième après un changement de moteur. Avant la pause estivale, Schumacher termine sixième du Hongrie quand la rivale BMW Sauber réalise un podium avec Nick Heidfeld.
Schumacher et Trulli terminent tour à tour septième en Turquie et en Italie alors que BMW Sauber réalise un second podium sur la manche italienne avec leur nouvelle recrue Robert Kubica. L'écart entre les deux équipes se creuse en Chine, marqué par un double abandon. Les arrivées sixième et septième de Trulli et Schumacher au Japon, pour le Grand Prix à domicile de Toyota, mêlées à un second double abandon au Brésil, pour la dernière manche de la saison, n'empêchent pas l'écurie d'échouer à la sixième place avec 35 points, un bilan moins satisfaisant qu'en 2005.

## Résultats en championnat du monde de Formule 1
| Saison | Écurie                  | Moteur           | Pneus       | Pilotes         | Courses | Courses | Courses | Courses | Courses | Courses | Courses | Courses | Courses | Courses | Courses | Courses | Courses | Courses | Courses | Courses | Courses | Courses | Points inscrits | Classement |
| Saison | Écurie                  | Moteur           | Pneus       | Pilotes         | 1       | 2       | 3       | 4       | 5       | 6       | 7       | 8       | 9       | 10      | 11      | 12      | 13      | 14      | 15      | 16      | 17      | 18      | Points inscrits | Classement |
| ------ | ----------------------- | ---------------- | ----------- | --------------- | ------- | ------- | ------- | ------- | ------- | ------- | ------- | ------- | ------- | ------- | ------- | ------- | ------- | ------- | ------- | ------- | ------- | ------- | --------------- | ---------- |
| 2006   | Panasonic Toyota Racing | Toyota V8 RVX-06 | Bridgestone |                 | BAH     | MAL     | AUS     | SMR     | EUR     | ESP     | MON     | GBR     | CAN     | USA     | FRA     | ALL     | HON     | TUR     | ITA     | CHI     | JAP     | BRÉ     | 35              | 6e         |
| 2006   | Panasonic Toyota Racing | Toyota V8 RVX-06 | Bridgestone | Ralf Schumacher | 14e     | 8e      | 3e      | 9e      | Abd     | Abd     | 8e      | Abd     | Abd     | Abd     | 4e      | 9e      | 6e      | 7e      | 15e     | Abd     | 7e      | Abd     | 35              | 6e         |
| 2006   | Panasonic Toyota Racing | Toyota V8 RVX-06 | Bridgestone | Jarno Trulli    | 16e     | 9e      | Abd     | Abd     | 9e      | 10e     | 17e     | 11e     | 6e      | 4e      | Abd     | 7e      | 12e     | 9e      | 7e      | Abd     | 6e      | Abd     | 35              | 6e         |

Légende : ici 